# Дубровка (Багратионовский район)
Дубровка — посёлок в Багратионовском районе Калининградской области. Входит в Долгоруковское сельское поселение.

## История
В 1910 году в Гёркене проживало 99 человек, в Пильцене — 79 человек. В 1910 году население Клауссена составляло 90 жителей, в 1933 году — 81 житель, в 1939 году — 84 жителя.
В 1946 году Гёркен, Клауссен и Пильцен были объединены в поселок Дубровку.

## Население
| 2002 | 2010 |
| ---- | ---- |
| 184  | ↘158 |